# 톰 하디의 도망자
《톰 하디의 도망자》(영어: Simon: An English Legionnaire,)는 2002년 공개된 액션, 전쟁 영화이다.

## 출연

### 주연
- 톰 하디
- 폴 폭스